# 元江锥
元江锥（学名：Castanopsis orthacantha）为壳斗科锥属下的一个种。

## 扩展阅读
- 維基物種上的相關：元江锥